# 에피쿠로스 학파

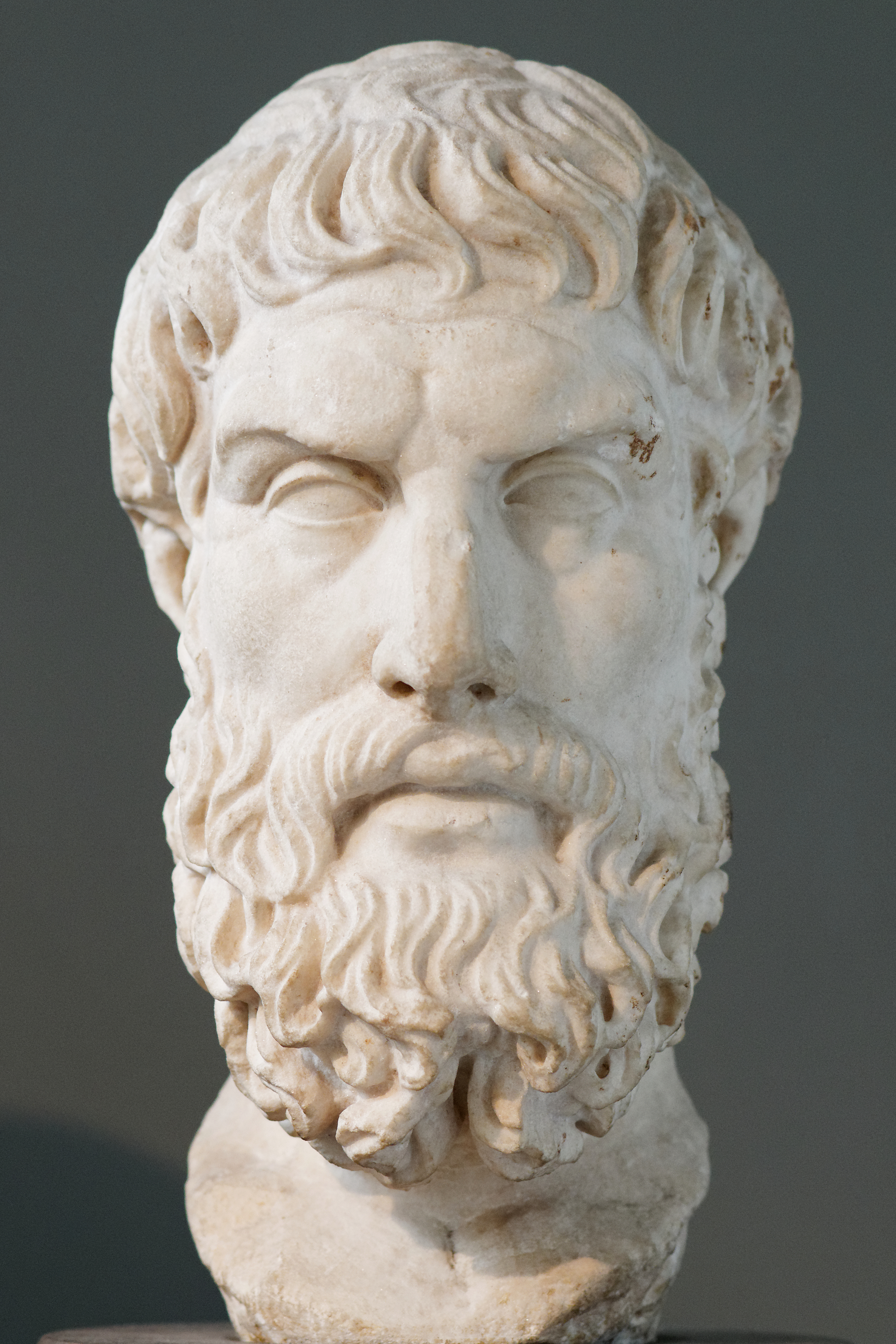

에피쿠로스 학파(Epicureanism)의 창시자는 신(神)과 같이 추앙을 받던 에피쿠로스이다. 사모스섬에서 태어난 에피쿠로스는 기원전 306년 아테네에 정원 딸린 집을 구입해서 여러 제자들을 모아서 가르쳤다. 이후, 이 정원은 에피쿠로스 학파의 근거지가 되었다.
에피쿠로스의 저작 중 남은 것은 거의 없다. 기원 후 3세기 로마의 전기 작가 디오게네스 라에르티오스의 기록 덕분에 에피쿠로스의 유언장, 서한 3통, 금언 40개가 전할 뿐이다.
에피쿠로스 제자 중 다수는 쾌락주의를 계승했다. 그중 그리스어로 논문을 쓴 필로데모스, 메트로도로스가 이름 높았다. 그러나 이 학파에서 가장 유명한 사람은 로마의 시인 루크레티우스였다. 그는 에피쿠로스의 학설을 라틴어 철학시(哲學詩) <우주의 본성에 관하여>로 정리해 로마 사람들에게 소개했다.
람프사코스 출신의 메트로도로스는 에피쿠로스의 열렬한 지지자였다. 그는 에피쿠로스를 만난 후, 단 한 번을 제외하고 평생 스승의 곁에 머물렀다. 스승보다 7년 앞서 53세로 타계하였다. 그는 에피쿠로스의 복사판이라고 불렸던 사람으로, 곤란에 부딪히거나 죽음에 직면해서도 조금도 동요하지 않았다고 전한다.
에피쿠로스 학파 사람들은 철학을 행복 추구의 수단으로 생각하였다. 행복이란 일종의 정신적 쾌락으로, 그것을 추구하여 얻어내는 것이 인생의 목적이라고 보았다. 그러나 그들이 단순히 순간의 쾌락에 만족한 것은 아니었다. 그들은 언제 어떤 때든 마음이 '어지럽지 않은 상태'를 쾌락으로 보았다.
이들은 공적 생활을 단념하고, 숨어서 조용히 살라고 권한다. 이들에게 국가는 한 사람 한 사람이 서로를 지킬 필요에서 계약을 맺은 단체에 불과했다. 이 사상은 사회 계약설(국가 계약설)의 선구였다고 할 수 있다.